# Besart Berisha
Besart Berisha (Pristina, 29 luglio 1985) è un ex calciatore kosovaro con cittadinanza albanese e australiana, di ruolo attaccante.

## Biografia
Nato a Pristina, nell'allora provincia autonoma jugoslava del Kosovo, crebbe in Germania, paese nel quale vi abita sin dal 1992, quando fugge insieme ai suoi genitori dalla guerra civile che divampa in Jugoslavia.

## Carriera

### Club

#### Gli inizi in Germania
Inizia la sua carriera da calciatore in Germania nel 1994, in una piccola squadra di Berlino, il Berliner 49, dove rimane fino al 1998, quando passa al Dinamo Berlino, dove rimane solo una stagione, prima di trasferirsi al Lichtenberg. Dal 2000 al 2003 è nelle giovanili del Lichtenberg 47.

#### TeBe Berlino
Nel 2003 si trasferisce nel TeBe Berlino, dove fa il suo debutto in prima squadra in NOFV-Oberliga e disputa 4 partite segnando anche un gol.

#### Amburgo
Dopo solo una stagione si trasferisce all'Amburgo, poco dopo la firma del contratto viene subito girato in prestito all'Aalborg, squadra militante nella massima serie del campionato danese, la Superligaen. In Danimarca gioca solo 3 partite senza segnare nessun gol prima di fare ritorno per fine prestito all'Amburgo.

#### Il prestito all'Horsens
La stagione successiva viene ceduto nuovamente in prestito in Danimarca, stavolta all'Horsens dove disputa una buona stagione con 11 reti in 31 partite risultando il miglior marcatore della squadra.

#### Ritorno all'Amburgo
Nella stagione 2006-2007 rimane all'Amburgo per giocarsi le sue possibilità in prima squadra. Il 6 dicembre 2006 segnando nella partita di Champions League contro il CSKA Mosca diventa il primo calciatore albanese a segnare un gol nella fase a gironi della Champions League. A fine stagione totalizza 12 presenze di cui 9 da subentrato.

#### Burnley
Il 3 luglio 2007 viene acquistato dal Burnley per 340.000 sterline (circa 500.000 euro), in seguito ad un'ottima prestazione in un'amichevole tra la Nazionale albanese e l'Inghilterra B disputatasi a Turf Moor, lo stadio del Burnley. Sottoscrive un contratto triennale non appena gli viene concesso il permesso di lavoro.
Fu costretto a saltare tutta la stagione 2007-2008 a causa di un infortunio occorsogli in una partita della Nazionale. In un primo momento l'infortunio sembra una semplice botta al ginocchio, poi si ipotizza un infortunio più grave che possa tener fermo il giocatore per 5-6 settimane, tuttavia una visita approfondita rivela che il legamento crociato del ginocchio si è spezzato, la lesione non era stata vista sin dai primi esami a causa di un accumulo di liquido nel ginocchio.
Dieci mesi dopo aver subito l'infortunio, fa il suo ritorno in campo in un'amichevole negli Stati Uniti contro il Carolina RailHawks.

#### Rosenborg
Nell'autunno 2008 viene ceduto in prestito al Rosenborg: nella prima partita segna subito una doppietta contro il Molde, in totale disputa 8 partite segnando 3 gol coi norvegesi.

#### Il prestito nuovamente all'Horsens
L'8 gennaio 2009 viene ceduto ancora in prestito all'Horsens, dove rimane fino al 26 maggio quando il suo contratto viene rescisso a causa di un incidente in allenamento.

#### Arminia Bielefeld
Una volta fatto ritorno al Burnley, il 31 luglio 2009 viene ceduto all'Arminia Bielefeld per 75.000 sterline. Il 5 agosto vengono completati tutti i passaggi del suo trasferimento, così si unisce alla nuova squadra.

#### Brisbane Roar e Melbourne Victory
Nel 2011 passa al Brisbane Roar in Australia, squadra che milita nella massima serie del campionato australiano, A-League. Nell'estate 2014, viene ingaggiato dal Melbourne Victory. Il 13 aprile 2017 diviene il primo giocatore dell'A-League a toccare quota 100 reti tra regular season e play-off.

### Nazionale
Ottiene la nazionalità albanese nel settembre 2006. L'11 ottobre seguente fa il suo debutto con la Nazionale albanese in una partita contro i Paesi Bassi.
Segna la sua prima rete in Nazionale il 25 maggio 2007 in un'amichevole contro l'Inghilterra B.
In totale vanta 17 presenze ed una rete con la Nazionale albanese.
Il 24 marzo 2017 esordisce invece con la maglia della nazionale kosovara, nella partita di qualificazione ai mondiali 2018 persa per 2-1 contro l'Islanda.

## Statistiche

### Presenze e reti nei club
Statistiche aggiornate al 30 giugno 2021.
| Stagione                 | Squadra                  | Campionato               | Campionato | Campionato | Coppe nazionali | Coppe nazionali | Coppe nazionali | Coppe continentali | Coppe continentali | Coppe continentali | Altre coppe | Altre coppe | Altre coppe | Totale | Totale |
| Stagione                 | Squadra                  | Comp                     | Pres       | Reti       | Comp            | Pres            | Reti            | Comp               | Pres               | Reti               | Comp        | Pres        | Reti        | Pres   | Reti   |
| ------------------------ | ------------------------ | ------------------------ | ---------- | ---------- | --------------- | --------------- | --------------- | ------------------ | ------------------ | ------------------ | ----------- | ----------- | ----------- | ------ | ------ |
| 2002-2003                | Lichtenberg 47           | OLN                      | ?          | ?          | CG              | 0               | 0               | -                  | -                  | -                  | -           | -           | -           | 0+     | 0+     |
| 2003-2004                | TeBe Berlino             | OLN                      | 4          | 1          | CG              | 0               | 0               | -                  | -                  | -                  | -           | -           | -           | 4      | 1      |
| 2004-gen. 2005           | Amburgo                  | BL                       | 0          | 0          | CG              | 0               | 0               | -                  | -                  | -                  | -           | -           | -           | 0      | 0      |
| gen. 2005                | Amburgo II               | OLN                      | 4          | 0          | -               | -               | -               | -                  | -                  | -                  | -           | -           | -           | 4      | 0      |
| gen.-giu. 2005           | Aalborg                  | SL                       | 2          | 0          | CD              | 0               | 0               | -                  | -                  | -                  | -           | -           | -           | 2      | 0      |
| 2005-2006                | Horsens                  | SL                       | 32         | 11         | CD              | 0               | 0               | -                  | -                  | -                  | -           | -           | -           | 32     | 11     |
| 2006-2007                | Amburgo                  | BL                       | 12         | 1          | CG+CdL          | 0+1             | 0               | UCL                | 2                  | 1                  | -           | -           | -           | 15     | 2      |
| Totale Amburgo           | Totale Amburgo           | Totale Amburgo           | 12         | 1          |                 | 1               | 0               |                    | 2                  | 1                  |             | -           | -           | 15     | 2      |
| 2007-2008                | Burnley                  | FLC                      | 0          | 0          | FACup+CdL       | 0+0             | 0               | -                  | -                  | -                  | -           | -           | -           | 0      | 0      |
| ago.-dic. 2008           | Rosenborg                | ES                       | 8          | 3          | CN              | 0               | 0               | CU                 | 4                  | 0                  | -           | -           | -           | 12     | 3      |
| gen.-giu. 2009           | Horsens                  | SL                       | 13         | 4          | CD              | 0               | 0               | -                  | -                  | -                  | -           | -           | -           | 13     | 4      |
| Totale Horsens           | Totale Horsens           | Totale Horsens           | 45         | 15         |                 | 0               | 0               |                    | -                  | -                  |             | -           | -           | 45     | 15     |
| 2009-2010                | Arminia Bielefeld        | ZL                       | 10         | 0          | CG              | 1               | 0               | -                  | -                  | -                  | -           | -           | -           | 11     | 0      |
| 2010-2011                | Arminia Bielefeld        | ZL                       | 18         | 2          | CG              | 1               | 0               | -                  | -                  | -                  | -           | -           | -           | 19     | 2      |
| Totale Arminia Bielefeld | Totale Arminia Bielefeld | Totale Arminia Bielefeld | 28         | 2          |                 | 2               | 0               |                    | -                  | -                  |             | -           | -           | 30     | 2      |
| 2011-2012                | Brisbane Roar            | AL                       | 26+3       | 19+2       | -               | -               | -               | AFC                | 6                  | 2                  | -           | -           | -           | 35     | 23     |
| 2012-2013                | Brisbane Roar            | AL                       | 25+2       | 14+0       | -               | -               | -               | AFC                | 1                  | 0                  | -           | -           | -           | 28     | 14     |
| 2013-2014                | Brisbane Roar            | AL                       | 18+2       | 11+2       | -               | -               | -               | -                  | -                  | -                  | -           | -           | -           | 20     | 13     |
| Totale Brisbane Roar     | Totale Brisbane Roar     | Totale Brisbane Roar     | 69+7       | 44+4       |                 | -               | -               |                    | 7                  | 2                  |             | -           | -           | 83     | 50     |
| 2014-2015                | Melbourne Victory        | AL                       | 26+2       | 13+2       | FFA Cup         | 2               | 3               | -                  | -                  | -                  | -           | -           | -           | 30     | 18     |
| 2015-2016                | Melbourne Victory        | AL                       | 25+1       | 17+1       | FFA Cup         | 4               | 4               | AFC                | 8                  | 4                  | -           | -           | -           | 38     | 26     |
| 2016-2017                | Melbourne Victory        | AL                       | 26         | 19         | FFA Cup         | 3               | 1               | AFC                | 0                  | 0                  | -           | -           | -           | 29     | 20     |
| Totale Melbourne Victory | Totale Melbourne Victory | Totale Melbourne Victory | 77+3       | 49+3       |                 | 9               | 8               |                    | 8                  | 4                  |             | -           | -           | 97     | 64     |
| 2018-2019                | Sanfrecce Hiroshima      | J1                       | 6          | 0          | CI              | 2               | 0               | -                  | -                  | -                  | -           | -           | -           | 8      | 0      |
| 2019-2020                | Western Utd              | AL                       | 25+2       | 19         | -               | -               | -               | -                  | -                  | -                  | -           | -           | -           | 27     | 19     |
| 2020-2021                | Western Utd              | AL                       | 23         | 7          | -               | -               | -               | -                  | -                  | -                  | -           | -           | -           | 23     | 7      |
| Totale Western United    | Totale Western United    | Totale Western United    | 48+2       | 26         |                 | -               | -               |                    | -                  | -                  |             | -           | -           | 50     | 26     |
| Totale carriera          | Totale carriera          | Totale carriera          | 303+12     | 141+7      |                 | 14              | 8               |                    | 21                 | 7                  |             | -           | -           | 350+   | 163+   |

### Cronologia presenze e reti in Nazionale

#### Albania
| Cronologia completa delle presenze e delle reti in nazionale ― Albania | Cronologia completa delle presenze e delle reti in nazionale ― Albania | Cronologia completa delle presenze e delle reti in nazionale ― Albania | Cronologia completa delle presenze e delle reti in nazionale ― Albania | Cronologia completa delle presenze e delle reti in nazionale ― Albania | Cronologia completa delle presenze e delle reti in nazionale ― Albania | Cronologia completa delle presenze e delle reti in nazionale ― Albania | Cronologia completa delle presenze e delle reti in nazionale ― Albania |
| Data                                                                   | Città                                                                  | In casa                                                                | Risultato                                                              | Ospiti                                                                 | Competizione                                                           | Reti                                                                   | Note                                                                   |
| ---------------------------------------------------------------------- | ---------------------------------------------------------------------- | ---------------------------------------------------------------------- | ---------------------------------------------------------------------- | ---------------------------------------------------------------------- | ---------------------------------------------------------------------- | ---------------------------------------------------------------------- | ---------------------------------------------------------------------- |
| 11-10-2006                                                             | Amsterdam                                                              | Paesi Bassi                                                            | 2 – 1                                                                  | Albania                                                                | Qual. Euro 2008                                                        | -                                                                      | 79’                                                                    |
| 7-2-2007                                                               | Tirana                                                                 | Albania                                                                | 0 – 1                                                                  | Macedonia                                                              | Amichevole                                                             | -                                                                      | 35’                                                                    |
| 24-3-2007                                                              | Tirana                                                                 | Albania                                                                | 0 – 0                                                                  | Slovenia                                                               | Qual. Euro 2008                                                        | -                                                                      | 86’                                                                    |
| 28-3-2007                                                              | Sofia                                                                  | Bulgaria                                                               | 0 – 0                                                                  | Albania                                                                | Qual. Euro 2008                                                        | -                                                                      | 79’                                                                    |
| 2-6-2007                                                               | Tirana                                                                 | Albania                                                                | 2 – 0                                                                  | Lussemburgo                                                            | Qual. Euro 2008                                                        | -                                                                      | 45’                                                                    |
| 6-6-2007                                                               | Lussemburgo                                                            | Lussemburgo                                                            | 0 – 3                                                                  | Albania                                                                | Qual. Euro 2008                                                        | -                                                                      | 67’                                                                    |
| 22-8-2007                                                              | Tirana                                                                 | Albania                                                                | 3 – 0                                                                  | Malta                                                                  | Amichevole                                                             | 1                                                                      | 67’                                                                    |
| 6-9-2008                                                               | Tirana                                                                 | Albania                                                                | 0 – 0                                                                  | Svezia                                                                 | Qual. Mondiali 2010                                                    | -                                                                      | 75’                                                                    |
| 10-9-2008                                                              | Tirana                                                                 | Albania                                                                | 3 – 0                                                                  | Malta                                                                  | Qual. Mondiali 2010                                                    | -                                                                      | 86’                                                                    |
| 15-10-2008                                                             | Lisbona                                                                | Portogallo                                                             | 0 – 0                                                                  | Albania                                                                | Qual. Mondiali 2010                                                    | -                                                                      | 77’                                                                    |
| 19-11-2008                                                             | Baku                                                                   | Azerbaigian                                                            | 1 – 1                                                                  | Albania                                                                | Amichevole                                                             | -                                                                      | 85’                                                                    |
| 11-2-2009                                                              | Ta' Qali                                                               | Malta                                                                  | 0 – 0                                                                  | Albania                                                                | Qual. Mondiali 2010                                                    | -                                                                      | 79’                                                                    |
| 28-3-2009                                                              | Tirana                                                                 | Albania                                                                | 0 – 1                                                                  | Ungheria                                                               | Qual. Mondiali 2010                                                    | -                                                                      |                                                                        |
| 1-4-2009                                                               | Copenaghen                                                             | Danimarca                                                              | 3 – 0                                                                  | Albania                                                                | Qual. Mondiali 2010                                                    | -                                                                      | 85’                                                                    |
| 6-6-2009                                                               | Tirana                                                                 | Albania                                                                | 1 – 2                                                                  | Portogallo                                                             | Qual. Mondiali 2010                                                    | -                                                                      | 86’                                                                    |
| 10-6-2009                                                              | Tirana                                                                 | Albania                                                                | 1 – 1                                                                  | Georgia                                                                | Amichevole                                                             | -                                                                      | 46’                                                                    |
| 14-10-2009                                                             | Stoccolma                                                              | Svezia                                                                 | 4 – 1                                                                  | Albania                                                                | Qual. Mondiali 2010                                                    | -                                                                      | 87’                                                                    |
| Totale                                                                 |                                                                        | Presenze                                                               | 17                                                                     |                                                                        | Reti                                                                   | 1                                                                      |                                                                        |

#### Kosovo
| Cronologia completa delle presenze e delle reti in nazionale ― Kosovo | Cronologia completa delle presenze e delle reti in nazionale ― Kosovo | Cronologia completa delle presenze e delle reti in nazionale ― Kosovo | Cronologia completa delle presenze e delle reti in nazionale ― Kosovo | Cronologia completa delle presenze e delle reti in nazionale ― Kosovo | Cronologia completa delle presenze e delle reti in nazionale ― Kosovo | Cronologia completa delle presenze e delle reti in nazionale ― Kosovo | Cronologia completa delle presenze e delle reti in nazionale ― Kosovo |
| Data                                                                  | Città                                                                 | In casa                                                               | Risultato                                                             | Ospiti                                                                | Competizione                                                          | Reti                                                                  | Note                                                                  |
| --------------------------------------------------------------------- | --------------------------------------------------------------------- | --------------------------------------------------------------------- | --------------------------------------------------------------------- | --------------------------------------------------------------------- | --------------------------------------------------------------------- | --------------------------------------------------------------------- | --------------------------------------------------------------------- |
| 24-3-2017                                                             | Scutari                                                               | Kosovo                                                                | 1 – 2                                                                 | Islanda                                                               | Qual. Mondiali 2018                                                   | -                                                                     | 83’                                                                   |
| Totale                                                                |                                                                       | Presenze                                                              | 1                                                                     |                                                                       | Reti                                                                  | 0                                                                     |                                                                       |

## Palmarès

### Club
- Campionato australiano: 4

Brisbane Roar: 2011-2012, 2013-2014
Melbourne Victory: 2014-2015, 2017-2018
- Premier's Plate: 2

Brisbane Roar: 2013-2014
Melbourne Victory: 2014-2015
- FFA Cup: 1

Melbourne Victory: 2015

### Individuale
- Capocannoniere della A-League: 2

2011-2012 (19 gol), 2016-2017 (19 gol)